# 呷巴乡
呷巴乡，是中华人民共和国四川省甘孜藏族自治州康定县下辖的一个乡镇级行政单位。

## 行政区划
呷巴乡下辖以下地区：
立启村、呷巴上村、呷巴下村、自弄村、司车村、塔拉上村、塔拉下村、铁索村、具弄村、木弄村、俄达麦巴一村和俄达麦巴二村。